# William S. Bowdern
O padre William S. Bowdern S.J. (13 de fevereiro de 1897 – 25 de abril de 1983) foi um sacerdote católico  da Companhia de Jesus em St. Louis, Missouri. Ele foi o autor de The Problems of Courtship and Marriage, impresso pelo Our Sunday Visitor em 1939. Ele se formou e lecionou na St. Louis University High School; ele também ensinou na Universidade de St. Louis. Bowdern participou de um exorcismo de Roland Doe em 1949. O incidente tornou-se a base do romance de William Peter Blatty, The Exorcist.

## Exorcismo
Em 1949, Bowdern foi auxiliado no exorcismo de um garoto nomeado anonimamente pelo companheiro jesuíta Walter Halloran. O autor William Peter Blatty entrou em contato com Bowdern como parte de sua pesquisa para o romance The Exorcist. Em um filme de TV de 2000 intitulado Possessed, Bowdern foi interpretado por Timothy Dalton.